# Kempenďaj
Kempenďaj (rusky Кемпендяй, jakutsky Кэмпэндээйн) je řeka v Jakutské republice v Rusku. Je dlouhá 266 km. Povodí řeky má rozlohu 3 100 km².

## Průběh toku
Teče přes Přilenskou planinu. Ústí zprava do Viljuje (povodí Leny).

## Vodní režim
Zdrojem vody jsou sněhové a dešťové srážky. Průměrný roční průtok vody u vesnice Kempenďaj ve vzdálenosti 125 km od ústí činí 2,5 m³/s. Zamrzá ve druhé polovině října a rozmrzá ve druhé polovině května.

## Využití
V povodí řeky se nacházejí ložiska kamenné soli a s tím spojené vývěry solných pramenů.